# Christian Ingeman
Christian Ingeman-Petersen 9. december 1873 - 25. februar 1963, var en dansk banecykelrytter, der debuterede allerede som 13-årig.
Petersen blev nummer to ved verdensmesterskaberne på bane i Köln i 1895 i amatørernes sprint og vandt det danske mesterskab i samme disciplin i 1895 og 1896 samt på en dansk mil i 1889; desuden i 1890 og 1895 dertil i motorpace i 1896. Han blev professionel i 1897.